# Amphoe Soeng Sang
Amphoe Soeng Sang (Thai: อำเภอ เสิงสาง) ist ein Landkreis (Amphoe – Verwaltungs-Distrikt) im Südosten der Provinz Nakhon Ratchasima. Die Provinz Nakhon Ratchasima liegt in der Nordostregion von Thailand, dem so genannten Isan. 

## Geographie
Amphoe Soeng Sang grenzt an die folgenden Landkreise (von Norden im Uhrzeigersinn): an die Amphoe Nong Ki, Non Suwan, Pakham und Non Din Daeng der Provinz Buriram, an Amphoe Watthana Nakhon der Provinz Sa Kaeo, sowie an Amphoe Khon Buri in der Provinz Nakhon Ratchasima.

## Geschichte
Soeng Sang wurde am 7. Mai 1976 zunächst als „Zweigkreis“ (King Amphoe) eingerichtet, indem sein Gebiet vom Amphoe Khon Buri abgetrennt wurde. Er bestand seinerzeit aus einem einzelnen Tambon Sa Takhian. 
Am 25. März 1979 wurde er offiziell zum Amphoe heraufgestuft.

## Verwaltung

### Provinzverwaltung
Der Landkreis Soeng Sang ist in sechs Tambon („Unterbezirke“ oder „Gemeinden“) eingeteilt, die sich weiter in 84 Muban („Dörfer“) unterteilen.
| Nr. | Name        | Thai      | Muban | Einw.  |
| --- | ----------- | --------- | ----- | ------ |
| 01. | Soeng Sang  | เสิงสาง    | 0-    | 14.708 |
| 02. | Sa Takhian  | สระตะเคียน | 04    | 11.601 |
| 03. | Non Sombun  | โนนสมบูรณ์  | 14    | 10.597 |
| 04. | Kut Bot     | กุดโบสถ์    | 0-    | 14.048 |
| 05. | Suk Phaibun | สุขไพบูลย์   | 13    | 11.287 |
| 06. | Ban Rat     | บ้านราษฎร์  | 10    | 07.496 |

Hinweis: Die Daten der Muban liegen zum Teil noch nicht vor.

### Lokalverwaltung
Es gibt zwei Kommunen mit „Kleinstadt“-Status (Thesaban Tambon) im Landkreis:
- Non Sombun (Thai: เทศบาลตำบลโนนสมบูรณ์), bestehend aus Teilen des Tambon Non Sombun.
- Soeng Sang (Thai: เทศบาลตำบลเสิงสาง), bestehend aus Teilen des Tambon Soeng Sang.

Außerdem gibt es sechs „Tambon-Verwaltungsorganisationen“ (องค์การบริหารส่วนตำบล – Tambon Administrative Organizations, TAO):
- Soeng Sang (Thai: องค์การบริหารส่วนตำบลเสิงสาง)
- Sa Takhian (Thai: องค์การบริหารส่วนตำบลสระตะเคียน)
- Non Sombun (Thai: องค์การบริหารส่วนตำบลโนนสมบูรณ์)
- Kut Bot (Thai: องค์การบริหารส่วนตำบลกุดโบสถ์)
- Suk Phaibun (Thai: องค์การบริหารส่วนตำบลสุขไพบูลย์)
- Ban Rat (Thai: องค์การบริหารส่วนตำบลบ้านราษฎร์)